# Zakar Péter
Zakar Péter (Budapest, 1963. október 30. –) magyar történész, a Gál Ferenc Egyetem, illetve Szegedi Tudományegyetem Történeti Intézetének tanára. Fő kutatási területe az 1848-49-es forradalom és szabadságharc, különös tekintettel annak egyháztörténeti vonatkozásaira.

## Tanulmányai és tudományos fokozatai
1989-ben végzett a József Attila Tudományegyetem Bölcsészettudományi Karán, ahol történelem-filozófia szakon tanult. Ugyanott 1995-ben egyetemi doktori címet szerzett, a Janus Pannonius Tudományegyetemen 1998-ban pedig PhD-fokozatot szerzett. 2004-ben tartotta meg a habilitációs előadását, addig 2019-ben szerezte meg az MTA doktora címet.

## Munkahelyei
1990 óta dolgozik a Szegedi Hittudományi Főiskolán (mai nevén Gál Ferenc Egyetem). 2001. július 1. óta főiskolai tanár, az intézmény Teológiai Karán működő Keresztény Művelődéstörténeti Intézetének vezetője, illetve a Társadalomtudományi és Szociális Képzési Karának dékánja volt.
2011. február 1-je óta dolgozik az SZTE BTK Történeti Intézetének Modernkori Magyar Történeti Tanszékén. Később a tanszék vezetője lett. 2018. július 1-jén az új rektor, Rovó László kinevezését követően őt bízta meg a nemzetközi és közkapcsolati pozíciót viselő rektorhelyettesnek. 2020. október 27-én ő váltotta Forgács Pétert az SZTE Tanárképző Központ főigazgatói pozícióján.
2006 és 2014 között a Csongrád megyei önkormányzatban alelnöki pozíciót látott el.

## Szervezeti tagságai
- Történettudományi Bizottság
- Szegedi Területi Bizottság
- Délvidék Kutató Központ[7] (elnök, szavazati jogú tag)
- II. Filozófiai és Történettudományi Szakbizottság (szavazati jogú tag)
- Délvidék Kutató Központ Alapítvány
- Magyar Történelmi Társulat
- Magyarországi Református Egyház Doktorok Kollégiuma
- Magyarországi Református Egyház Doktorok Kollégiuma Egyháztörténeti Szekciója
- Századok[8] (szerkesztőbizottsági tag)
- Magyar Tudományos Akadémia[9]

## Szerkesztői tevékenységek
- Századok
- Egyháztörténeti Szemle
- Bécsi Napló
- Régi(j)óvilág. Honismereti Szemle
- Belvedere Meridionale[10]

## Fő művei
A teljes publikációs lista alapján
A magyar hadsereg tábori lelkészei 1848–49-ben. Budapest, Magyar Egyháztörténeti Enciklopédia Munkaközösség, 1999.
Egyedül Kossuth szava parancsolt… Katolikus papok feljegyzései az 1848–1849-es szabadságharc eseményeiről. Szeged, Magyar Nemzeti Levéltár Csongrád Megyei Levéltára, 2001.
Sujánszky György Euszták: Az aradi rendház naplója (1847−1851). Budapest, 2007.
A tábori püspökség története 1773-1868. Szeged, 2010.
1848-1849. A szabadságharc és forradalom története. Szerk. Hermann Róbert. Budapest, 1996. (2. kiadás: 1848−1849. A forradalom és szabadságharc képes története. Debrecen, 2009.
Vértanúk könyve. A magyar forradalom és szabadságharc mártírjai 1848−1854. Szerk.: Hermann Róbert. Budapest, 2007.
A Csanádi egyházmegye az 1848/49-es forradalom és szabadságharc időszakában. Budapest, Gondolat, 2021.
Biró Sándor: egy 19. századi református értelmiségi élete. Kolozsvár, Presa Universitară Clujeană, 2022.